# Dąbrówka (rejon samborski)
Dąbrówka (ukr. Дубрівка) – wieś na Ukrainie w rejonie samborskim obwodu lwowskiego, liczy 725 mieszkańców, w tym ok. 30  Polaków (4.28%).

## Zabytki
- kościół dojazdowy pw. św. Barbary należący do parafii Dąbrówka. W świątyni nazywanej kościołem na polu lub Barbarką, modlą się również Polacy ze Sambora (6 km na wschód) i Strzałkowic (2 km na południe)[2].